# Здание училища при реформатских церквях
Здание училища при реформатских церквях — памятник архитектуры. Расположен в Центральном районе Санкт-Петербурга, современный адрес дома — набережная реки Мойки, 38.

## История
В XIX веке участок был застроен по периметру четырёхэтажным лицевым зданием, двумя продольными и одним поперечным флигелем, училище занимало дворовые корпуса. В конце века из-за несоответствия комплекса требованиям к учебному процессу было решено его перестроить. Средства на постройку были собраны реформатскими приходами и пожертвованиями.
Архитектор и преподаватель училища Штиглица Иван (Иоганнес Леопольд) Гальнбек составил проект капитальной перестройки в 1899 году, подписав их 8 апреля; Городская управа одобрила проект 12 мая. Частично были использованы старые стены — фасадная и брандмауэрная от лицевого корпуса, во флигелях сохранено больше. У лицевого здания был надстроен пятый этаж, во двор выходят гранёные выступы, в одном из которых находится лестница, в северном были размещены актовый и гимнастический зал, в двух прочих — жилые помещения. Здания были оборудованы паровым отоплением и электрическим освещением, открытие состоялось 3 сентября 1900 года.
В 1914 году здание было реконструировано В. Ф. Карповичем. В частности, он разделил актовый зал на два этажа, расчленив его высокие окна перемычками.
Во время Первой мировой войны в здании располагался лазарет, в советский период — единая трудовая школа, военный госпиталь, 208-я средняя школа, проектная организация, на 2017 год — средняя школа № 636.

## Внешний вид
Лицевой фасад симметричный, разделенный на три яруса, к нижнему из которых относятся два этажа с фигурной отделкой и небольшими окнами (в 1914 году одно из окон нижнего ряда было расширено) и облицовкой гранитной щепой; ритм окон соответствует помещениям, имеющим разные функции на разных этажах (3-5 этажи — классы, на первых двух этажах располагались различные административные кабинеты). На всю высоту первого этажа сделаны две арки подворотен, контуры которых выложены неоштукатуренным кирпичом и визуально укреплены клиновидными зубцами и замковыми камнями (так же оформлены перемычки окон на этажах выше цокольного). Второй этаж облицован штукатуркой «под шубу».
После горизонтальной тяги во втором ярусе, третьем этаже, стены облицованы светлой гладкой штукатуркой, на которой контрастно выделяются обрамления окон. На 2021 год утеряно разделение второго и третьего яруса здания — нет разделительного пояса и рустованной окантовки по краям.
Стены верхнего яруса облицованы кирпичом охристого оттенка, окна широкие, на четвёртом этаже с прямыми перемычками, на пятом — с криволинейными. Их соединяют по вертикали пунктирные цепочки рустов, пересекаясь мотивом аркады с арками первого этажа (это решение было добавлено архитектором позднее, чем был утверждён оригинальный проект). Свес кровли на деревянных кобылках сильно вынесен, под ним была майоликовая надпись «MDCCCXVIII Училище при реформатских церквахъ MDCCCC». Не сохранились и рельефные ставки с гирляндами между окнами, металлические ворота, резные двери главного входа с криволинейными филёнками и растительные стилизованные узоры фриза.

## Интерьеры
Коридоры здания широкие, завершаются пятиугольными рекреациями. По пути к лестнице от вестибюля сделана арка с картушем на перемычке, надписью Non scholae, sed vitae discimus и растительным узором по краям. Лестница здания узкая, заключена в пятиугольный объём, трёхгранной частью выступающий во двор. Консольные марши без косоуров различаются по длине, стыкуются под случайными углами, как правило расположены по три между этажами (на 2021 год лестница укреплена дополнительными конструкциями). У окон лестницы необычные очертания («конская голова»), позволяющие создавать оптимальное освещение.